# Christina Koch
Christina Koch (voluit: Christina Hammock-Koch) (Grand Rapids, 2 februari 1979) is een Amerikaans ruimtevaarder. Zij werd in 2013 door NASA geselecteerd om te trainen als astronaut en ging in 2019 voor het eerst de ruimte in.
Koch maakt deel uit van NASA Astronautengroep 21. Deze groep van acht astronauten begon hun training in 2013 en werden in juli 2015 astronaut.
Haar eerste ruimtevlucht Sojoez MS-12 was op 14 maart 2019. Koch was samen met Anne McClain geselecteerd om de eerste geheel vrouwelijke ruimtewandeling ooit uit te voeren. Dit ging echter niet door omdat er geen tweede medium ruimtepak in het ISS was terwijl Koch en McClain die maat beiden hebben. Koch heeft de ruimtewandeling nu met Nick Hague uitgevoerd. Een half jaar later werd Koch geselecteerd voor U.S. EVA 58, een nieuw geplande, eerste volledig vrouwelijke ruimtewandeling. Dit maal met haar collega en beste vriendin Jessica Meir.
Op 6 februari 2020 keerde ze terug van ISS-Expeditie 61 met Sojoez MS-13. Ze was 328 dagen in de ruimte en verbrak daarmee het duurrecord van Peggy Whitson met 39 dagen.
Op 9 december 2020 werd Koch samen met zeventien anderen opgenomen in de eerste groep astronauten voor het Artemisprogramma. Op 3 april 2023 werd haar selectie als missiespecialist voor Artemis II bekendgemaakt. Zij zal dan aan boord van de eerste bemande Orioncapsule rond de Maan vliegen.